# Česká zbrojovka (Strakonice)
Die Česká zbrojovka a.s. (deutsch Tschechische Waffenwerke), kurz ČZ a.s., ist ein tschechischer Industriebetrieb und Mischkonzern. Zwecks Unterscheidung zu anderen ähnlich lautenden Unternehmen wird auch die Bezeichnung Česká zbrojovka Strakonice verwendet. Zeitweise hieß das Unternehmen auch České závody motocyklové (ČZM).
Das Unternehmen entstand nach dem Ersten Weltkrieg als Hersteller von Feuerwaffen und ist vorwiegend für Selbstladepistolen, Werkzeugmaschinen, Motorräder der Marke ČZ und Motorroller der Marke Čezeta bekannt. Im Bereich Maschinenbau ist das Unternehmen seit mehr als 80 Jahren tätig.
Sitz des vorwiegend in der südböhmischen Stadt Strakonice produzierenden Unternehmens ist Prag.

## Geschichte
Der Gründer der Firma, der Architekt Karel Bubla, ließ 1919 in Strakonice die Firma Jihočeská zbrojovka (Südböhmische Waffenwerke) als eine GmbH mit Sitz in Strakonice registrieren, und fing 1920 an, automatische Pistolen zu produzieren – mangels geeigneter Produktionsstätten allerdings zuerst in Pilsen. Erst 1921 zog der Betrieb nach Strakonice um – zu dieser Zeit bereits mit 50 Beschäftigten. Nach einer Fusion mit dem Werk Hubertus aus Vejprty wurde das Unternehmen in Česká zbrojovka, akciová společnost v Praze s továrnou ve Strakonicích (Böhmische Waffenwerke, Aktiengesellschaft in Prag mit Werkstätten in Strakonice) umbenannt. Zu den Produkten dieser Zeit gehörten Pistolen, Gewehre, leichte Maschinengewehre und Maschinengewehre für Flugzeuge.
1929 wurde die Herstellung von Fahrrädern aufgenommen. 1930 wurde das erste Fahrrad mit einem Hilfsmotor aus eigener Produktion von ČZ hergestellt. Im selben Jahr wurde das Markenzeichen ČZ registriert. 1933 lief die Produktion des ersten Motorrads an, Typ Kaktus. Es hatte einen Zweitaktmotor mit 98 cm³ Hubraum und leistete 1,5 kW (2,0 PS). Ungewöhnlich war die sehr große Fertigungstiefe, fast alle Teile dieser Motorräder wurden von ČZ selbst hergestellt. In den Folgejahren erweiterte sich das Sortiment rasch um Motorräder mit bis zu 500 cm³ Hubraum, wobei die größeren Modelle einen markanten Pressstahl-Doppelrahmen hatten. So entwickelte sich ČZ zum größten Hersteller von Motorrädern in der Tschechoslowakei. Auch Ketten- und Werkzeugmaschinen befanden sich in der Produktpalette, letztere dienten oft zum technologischen Eigenbedarf.

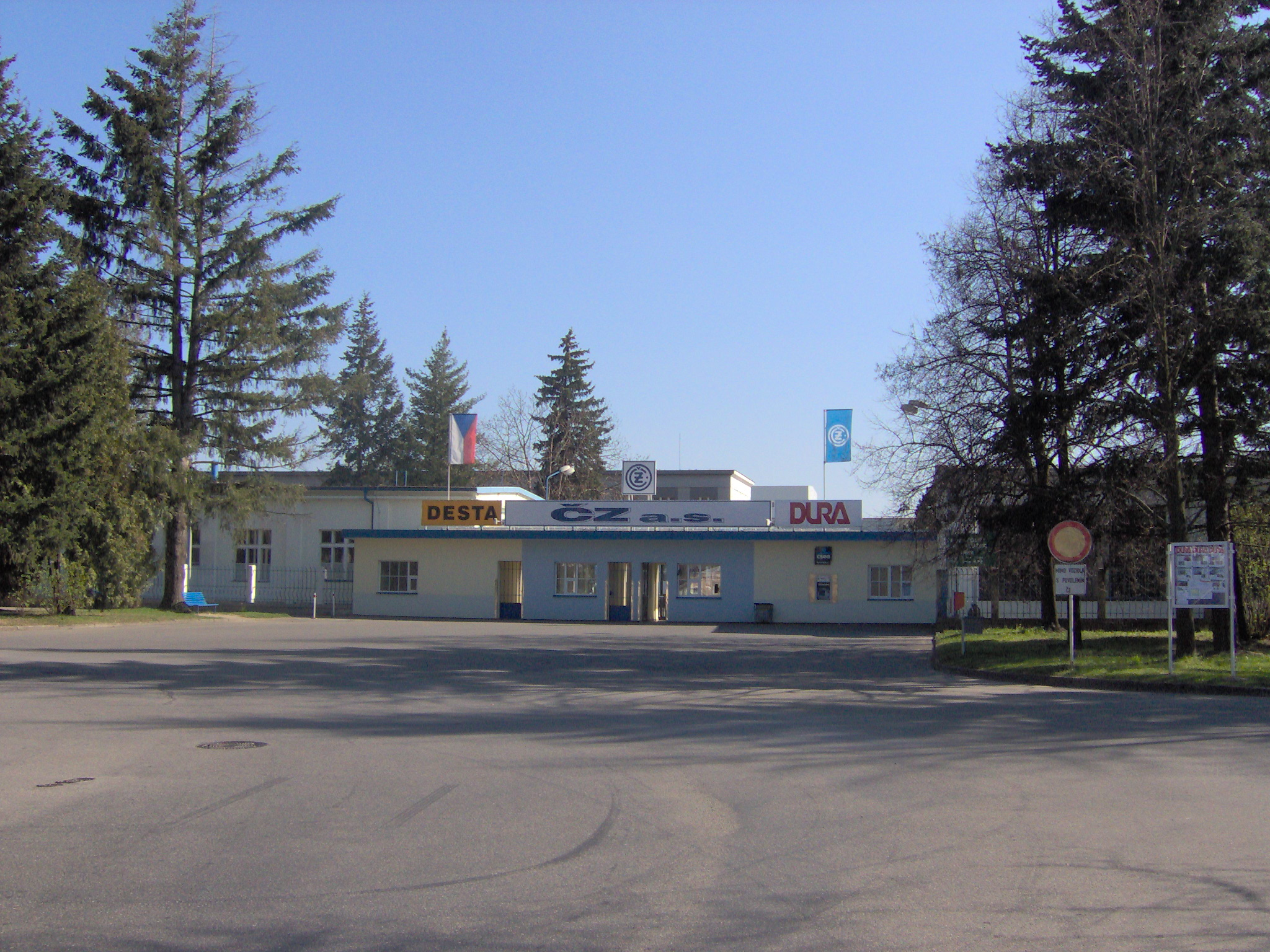
Eingangsbereich zum Werk der Česká Zbrojovka in Strakonice

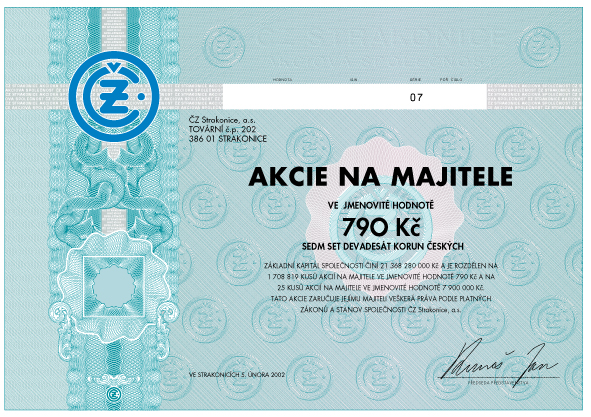
Aktie von CZ

Česká zbrojovka in Strakonice befand sich, wie auch einige andere Rüstungsbetriebe in Böhmen, Österreich, in der Nähe der Grenze zu Deutschland. Die Gefahr, die von diesem Land nach Hitlers Machtergreifung ausging, bewog das Verteidigungsministerium in Prag, über die Umsiedlung von solchen Rüstungsbetrieben nach Osten nachzudenken. In der Folge haben auch die ČZ-Werke in Strakonice einen Zweitbetrieb in Uherský Brod errichtet und am Anfang 1937 in Betrieb genommen, aus dem später die Česká zbrojovka in Uherský Brod entstand. Nach dem Anschluss Österreichs wurde dieses Vorhaben hinfällig und nach der Besetzung der Tschechoslowakei und der Errichtung des Protektorats Böhmen und Mähren bedeutungslos. Nach der Besetzung der Tschechoslowakei 1939 wurden die Werke beschlagnahmt und bis zum Ende des Zweiten Weltkrieges wurden Waffen und Kriegsmaterial für das deutsche Militär produziert – zusätzlich zu den bisherigen Waffen wurden auch kleine leichte Kanonen und Bomben hergestellt.
Nach dem Krieg wurde die Česká Zbrojovka 1946 verstaatlicht und entwickelte sich zu einem renommierten Motorradhersteller. Im Jahr 1959 wurde in der Jahresproduktion die Marke von 100.000 Motorrädern überschritten. International waren besonders erfolgreich die Motocross- und Enduro-Modelle, mit denen mehrfach die Internationale Sechstagefahrt und andere Rennen gewonnen wurden. Der wachsende Bedarf der Motorradproduktion führte zum Ausbau einer eigenen Grauguss- und Aludruckgussgießerei. Außerdem wurden Motorroller mit der Markenbezeichnung Čezeta hergestellt.
Die Motorräder wurden unter der Marke ČZ hergestellt, nur in der Zeit 1954–1959 unter der mit dem Hersteller Jawa gemeinsam errichteten Marke Jawa-ČZ. Dies geschah infolge der neuen Vorgaben der Regierung für die Vereinheitlichung der Produktion einiger Typen (125 cm³, 175 cm³, 250 cm³ und 350 cm³); zu diesem Zweck wurde auch die Česká zbrojovka Strakonice in České závody motocyklové (Tschechische Motorradbetriebe) ČZM umbenannt. Im Jahre 1959 feierte man das 1-Millionste CZ-Motorrad seit 1945.
Anfang der 1950er Jahre beschloss die Regierung, die Waffenproduktion umzuschichten und einige Modelle, die bisher in Česká zbrojovka in Strakonice erzeugt wurden, an die Česká zbrojovka in Uherský Brod (damals Závody přesného strojírenství ZPS) abzugeben. Aufgrund organisatorischer Probleme konnte dies erst in der zweiten Hälfte der 1950er Jahre nach und nach erfolgen. Die Waffen wurden dann in Uherský Brod hergestellt, jedoch die meisten noch lange Zeit mit dem Logo der Werke in Strakonice.
Mit dem Rückgang der Motorradproduktion in den 1980er Jahren produzierte die Firma zwar weiterhin ihre traditionellen Erzeugnisse wie Ketten, Werkzeuge, Formen, Gussteile und Bearbeitungsmaschinen, sie orientierte sich aber auch um auf die Herstellung von Autokomponenten, Getriebegehäusen und Turboladern. Die nachfolgenden Jahre bedeuteten eine Reihe von Änderungen in der Struktur und im Produktionsbereich des Unternehmens. 1992 wurde ČZ in eine Aktiengesellschaft umgewandelt und 1993 reprivatisiert. Die Motorradproduktion sollte in einem Joint-Venture-Unternehmen (ČZ-Cagiva) mit der italienischen Firma Cagiva sichergestellt werden, die jedoch, selber ein Motorradhersteller und somit Konkurrent, die Produktion zugunsten eigener Erzeugnisse 1997 beendete.

## Produktionsbereiche

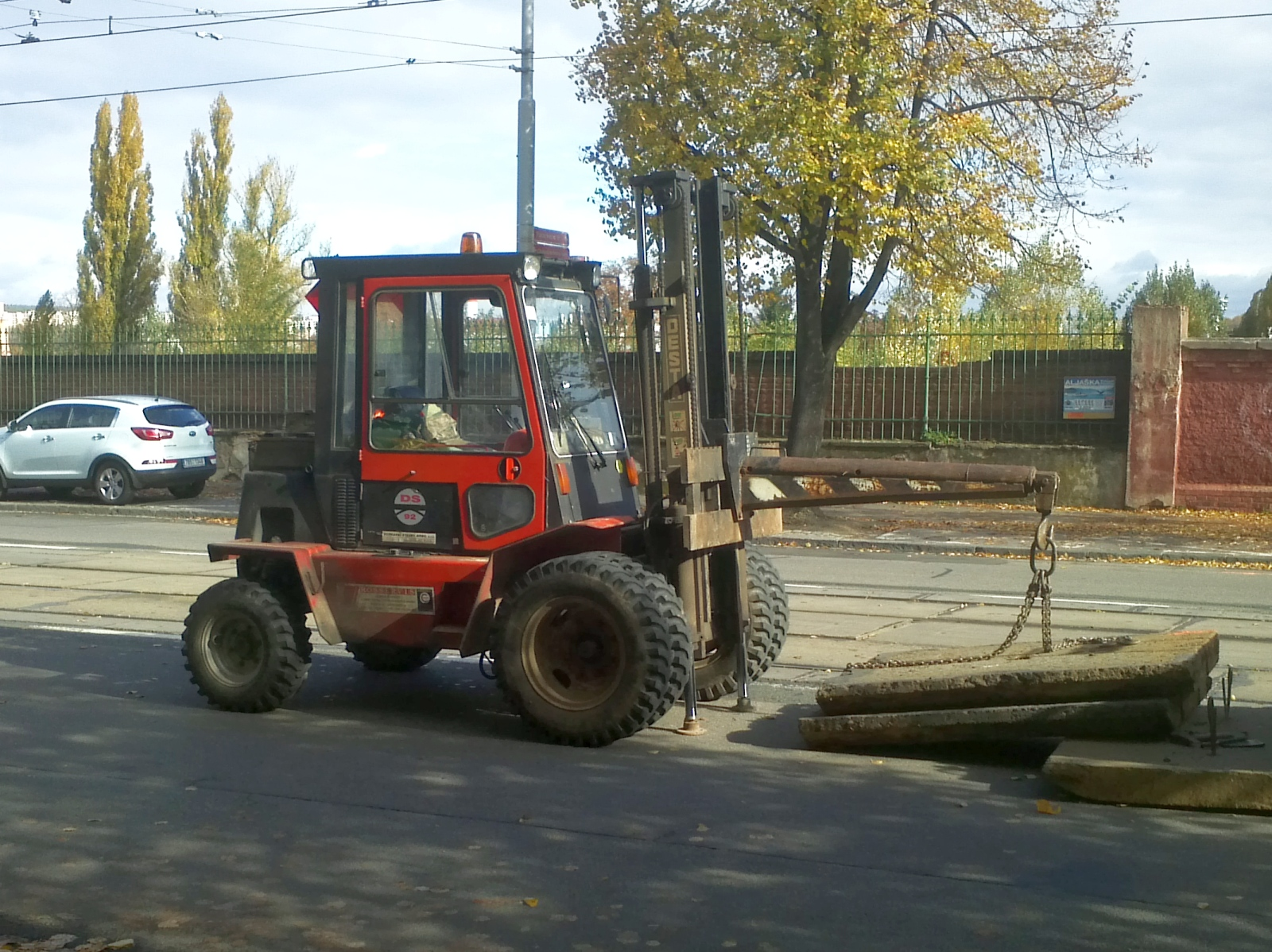
Gabelstapler der Marke „Desta“

Im Einzelnen konzentriert sich die Muttergesellschaft Česká Zbrojovka Strakonice heute nach eigenen Angaben auf folgende Produktionsbereiche:
- Komponenten und Teile für die Automobilindustrie, etwa 80 Prozent der Gesamtproduktion, unter anderem Komponentenlieferungen und Beteiligung an der Produktion der Gesellschaft Škoda Auto und anderer Hersteller (Ausgleichsgehäuse, Synchronringe für Schaltgetriebe, Stirnwandhaube, Zylinderkopfhaube usw.)
- Turbolader für Verbrennungsmotoren mit Motorleistung von 25–400 kW für Lastkraftwagen, Nutzfahrzeuge, Busse, Traktoren, sowie für Stationäranlagen
- Grauguss- und Sphärogussteile (Rippenzylinder der luftgekühlten Motore und Verdichter, Turbinen- und Lagergehäuse für Turbolader usw.)
- Aludruckgussteile und Pressmaschinen für Automobil- und Konsumgüterindustrie
- Werkzeugbau: Druckgießformen für Alu- und Zinklegierungen, Formen für Kunststoffe und Gummi, Blechumformwerkzeuge, Werkzeuge für Präzisionsschnitt, spezielle Zerspanungswerkzeuge
- Gabelstapler mit Tragfähigkeit von 1,2 bis 8 Tonnen

## Tochtergesellschaften
Die Česká Zbrojovka Strakonice hat folgende Tochtergesellschaften (mit einer 100-prozentigen Beteiligung):
- ČZ Řetězy, s.r.o. (ČZ Ketten GmbH), Strakonice: Produktion von Rollen-, Hülsen- und Spezialketten sowie Maschinen für Kettenherstellung
- ČZ Strojírna, s.r.o. (ČZ Maschinenwerke GmbH), Strakonice: Herstellung von Bearbeitungs- und Spezialmaschinen; Herstellung von Innen-Rundschleifmaschinen; Generalreparaturen von Maschinen
- ČZ Gastro, s.r.o. (ČZ Gastro GmbH), Strakonice: Verpflegung des eigenen Personals und die Zubereitung von Speisen für externe Kunden

Zum Konzern gehört ferner auch:
- ČZ-TURBO-GAZ a.s. (ČZ-TURBO-GAZ AG) in Nischni Nowgorod, Russland (51 Prozent Grundkapitalbeteiligung), welche die Produktion von Turboladern auf den Ostmärkten sichern soll
- PEDICA CZ, a.s. (PEDICA CZ, AG), Prag (33,3 Prozent Beteiligung): Vermittlung von Handel und verschiedenen Diensten
- T servis a.s. (T service AG), Prag: Tochtergesellschaft der Pedica AG (100 Prozent Beteiligung): Vermittlung von Handel und verschiedenen Diensten

Die Gesellschaft DESTA-NOVA, a.s. (DESTA-NOVA AG) in Děčín mit 49,54 Prozent Beteiligung befindet sich im Konkurs.

## Traditionelle Produkte
Aus allen Produkten, die in Česká zbrojovka in Strakonice hergestellt wurden, konnten die Handfeuerwaffen und Motorräder die größte Vielfalt vorweisen, sie prägten außerdem eine sehr lange Zeit den Bekanntheitsgrad und das Ansehen der Firma.

### Handfeuerwaffen
Česká zbrojovka Strakonice hat zahlreiche Handfeuerwaffen produziert. Hier eine Auswahl:
| - Pistole vz. 24 - Pistole vz. 27 - Pistole vz. 38 | - Pistole vz. 52 - Gewehr vz. 52 - Maschinenpistole vz. 48 |

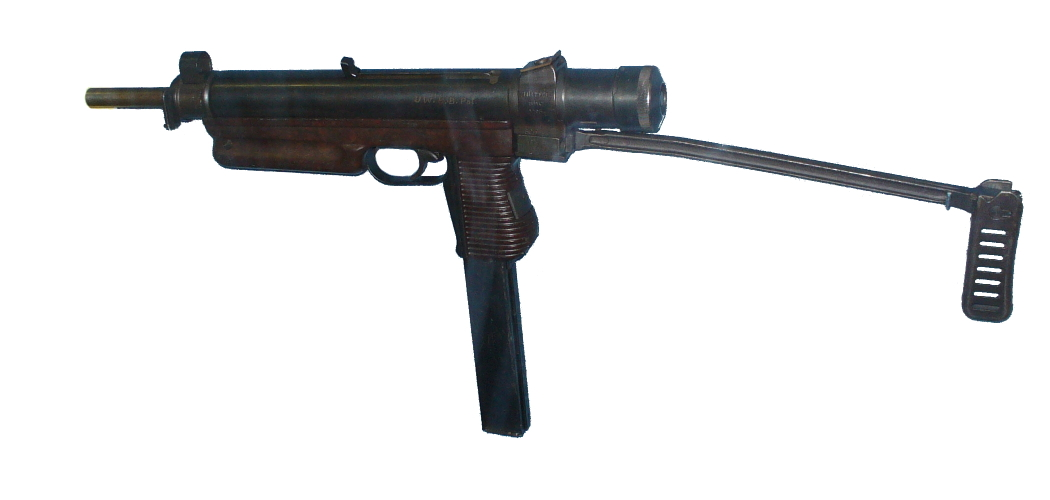
Maschinenpistole vz. 48
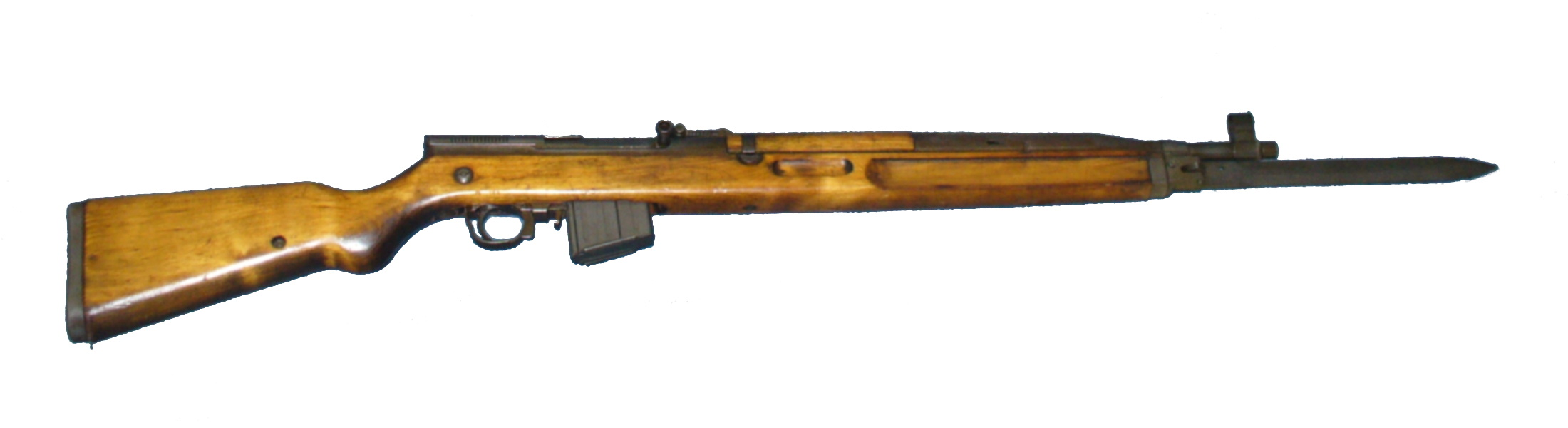
Gewehr vz. 52

### Motorräder
Nach dem Zweiten Weltkrieg kam 1947 mit der ČZ 125/b das erste neue Motorrad heraus, darauf folgte die 125/t mit Teleskopgabel. 1949 kam eine ČZ 150 hinzu. Ab 1953 wurde unter der gemeinsamen Namen Jawa-ČZ produziert, wobei die Motoren der 125er und 150er denen der bisherigen ČZ-Maschinen entsprachen. Eine Überarbeitung erfolgte dann 1955 mit mehr Leistung und 4-Gang-Getriebe. Dabei wurde die 150er durch eine 175er ersetzt. Ab 1961 wurden die Hersteller Jawa und ČZ wieder getrennt. Allerdings war ČZ ab 1963 Alleinhersteller sämtlicher Motoren der Hubraumklassen 175, 250 und 350 in der ČSSR und produzierte die größeren Motoren für Jawa. Seit der Trennung gab es auch wieder ČZ-Motorräder der Größen 250 und 350. Diese hatten einen verglichen mit den Jawa-Maschinen stärkeres Fahrgestell und wurden vorwiegend in die Sowjetunion exportiert.
Wenn man von dem ersten Motorrad ČZ 76 „Kaktus“ (1932–1933) und drei Modellen ČZ 98 (1934–1946) sowie den Motorrollern der Tochtermarke Čezeta absieht, wurden die ČZ-Motorräder in sechs Hubraumklassen (125 cm³, 150 cm³, 175 cm³, 250 cm³, 350 cm³ und 500 cm³) produziert: In jeder Hubraumklasse wurden Motorräder in verschiedenen Ausführungen (klassisch, Straßenmodell, Motocross-Modell, Prototypen und Wettbewerbsmodell) in teilweise zahlreichen Varianten produziert. Es gab eine Unterteilung in verschiedene Modellgenerationen. So wurden beispielsweise 1961 die Typen 355 und 356 durch die Typen 453 und 450 (125/175 cm³) mit gesteigerter Motorleistung ersetzt. Auf der Messe in Brno 1967 wurde eine als Road King bezeichnete Neuentwicklung präsentiert, auf deren Basis wurden neue 125er und 175er Modelle mit an die Linie japanischer Motorräder angepasster Optik und weiterentwickelten Einzylinder-Zweitaktmotoren herausgebracht.
1976 verteilte sich die Motorradproduktion von ČZ wie folgt:
- ČZ 125 Modell 476 und 481 Trail: 3168
- ČZ 175 Modell 477 und 482 Trail: 15 851
- ČZ 250 Modell 471: 1612
- ČZ 350 Modell 472: 21 768
- ČZ Motocross: 3928

Die (nicht nur tschechoslowakischen) Rennfahrer haben mit ČZ-Motorrädern zahlreiche Erfolge bei diversen internationalen Wettbewerben gewonnen (Motocross-, Endurorennen und weitere).
Gemessen an den Erfolgen waren ČZ-Motorräder zwischen 1964 und 1969 führend im Motocross: 1964, 1965, 1968 und 1969 errangen Joël Robert bzw. Wiktor Arbekow auf ČZ den Weltmeistertitel in der Klasse bis 250 cm³, zwischen 1966 und 1968 war Paul Friedrichs Serienmeister in der Klasse bis 500 cm³.
Bei den Internationalen Sechstagefahrten haben folgende tschechoslowakische Fahrer in folgenden Jahrgängen eine Goldmedaille gewonnen:
- 1952 Österreich, Kohlíček und Pudil auf ČZ 150
- 1954 Großbritannien, B. Roučka und Pudil auf ČZ 150
- 1956 BRD, B. Roučka, Pudil, Souček und Polánka auf ČZ 150
- 1958 BRD, Polánka, B. Roučka und Pudil auf ČZ 150 und ČZ 125
- 1959 Tschechoslowakei, B. Roučka, Polánka und Pudil auf ČZ 150 und ČZ 125
- 1962 BRD, Miarka, Polánka und B.Roučka auf ČZ 150 und ČZ 125

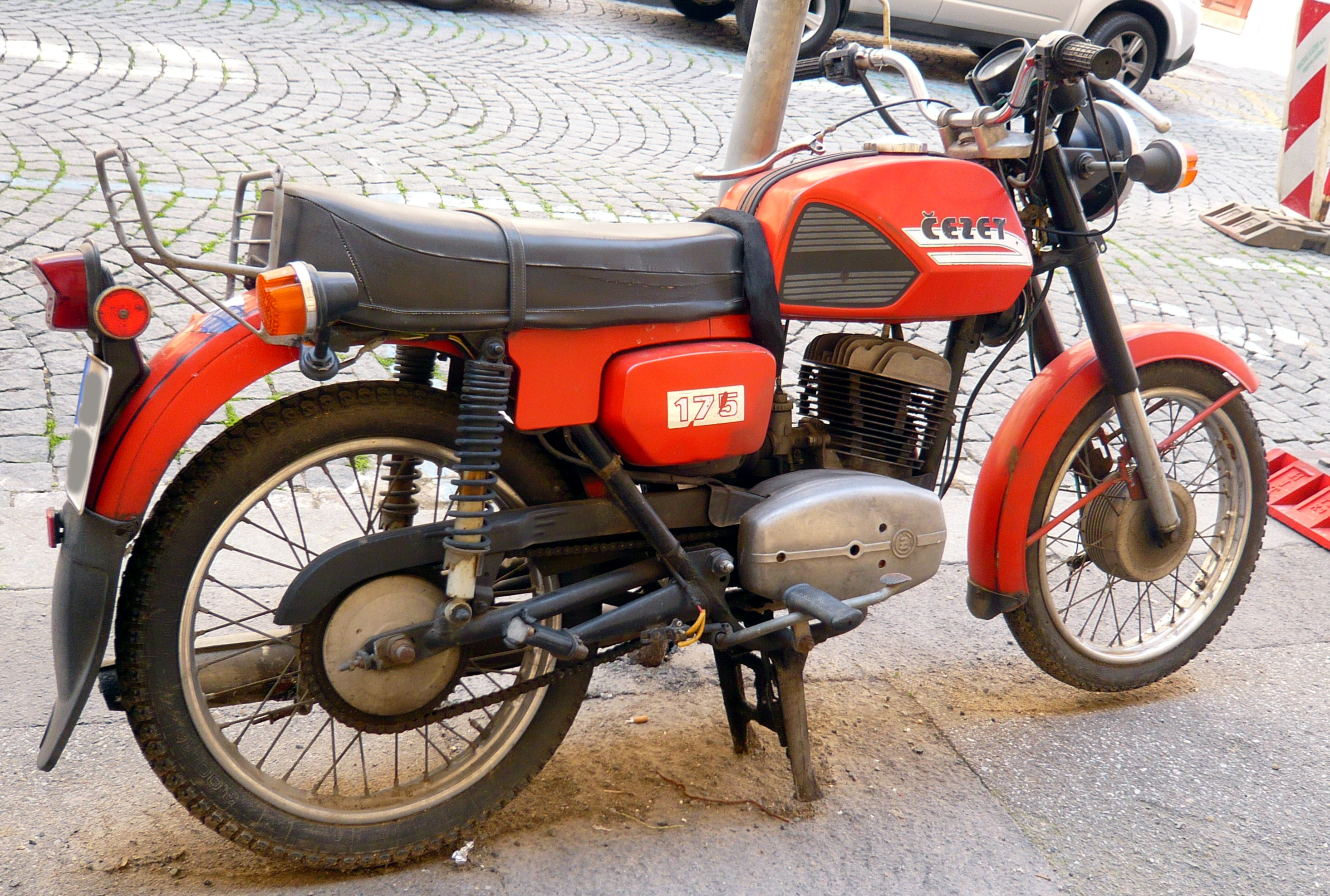
ČZ 175
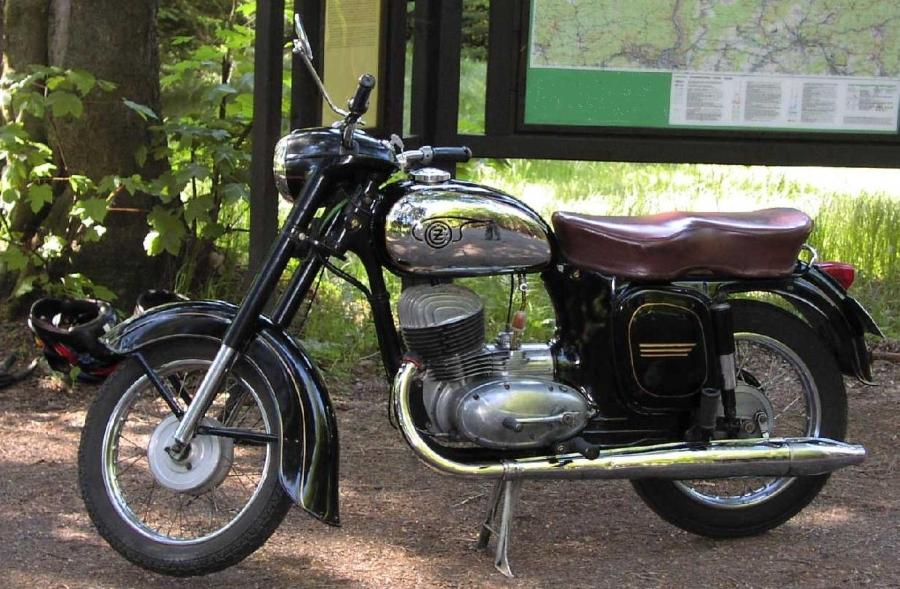
ČZ 250
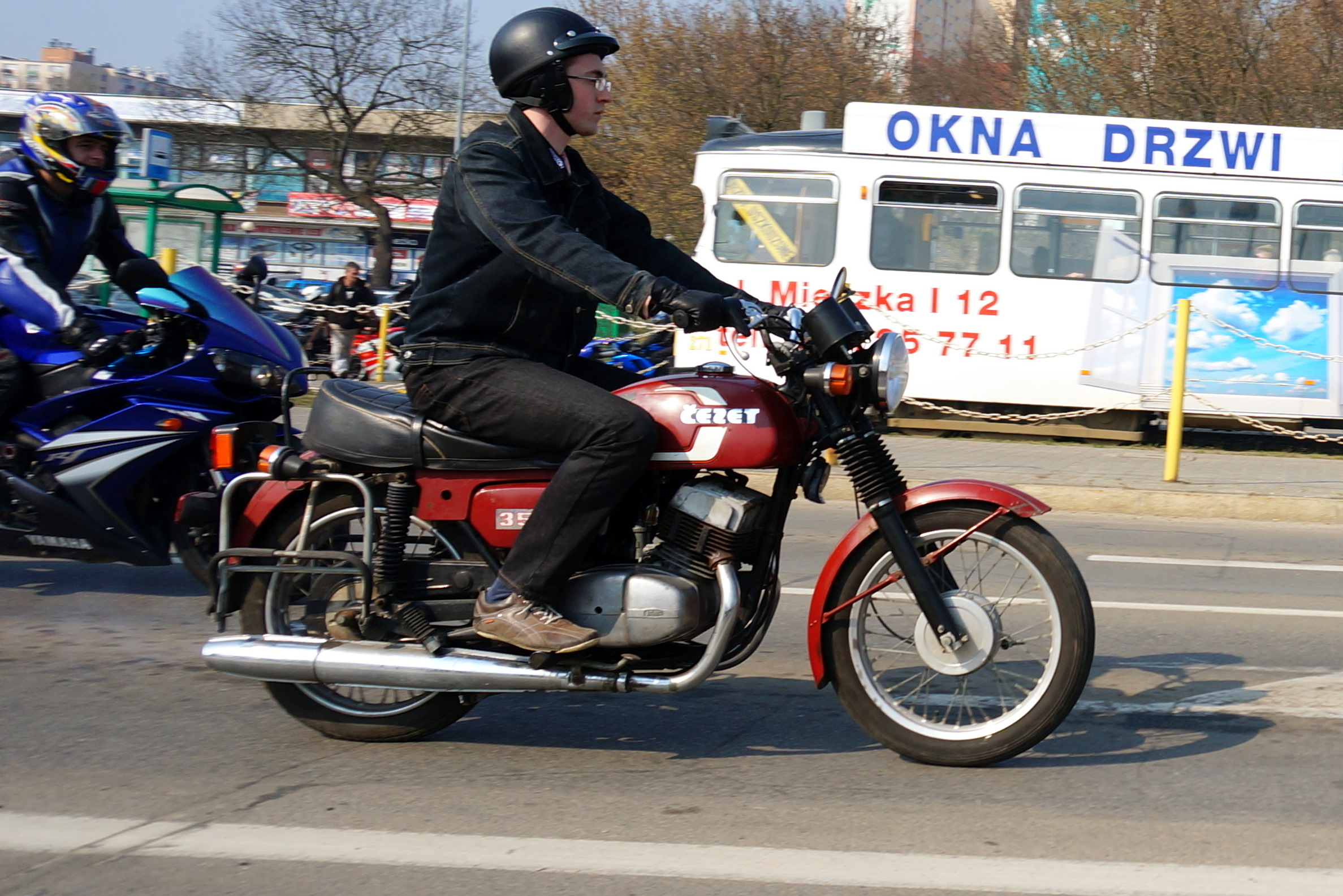
ČZ 350
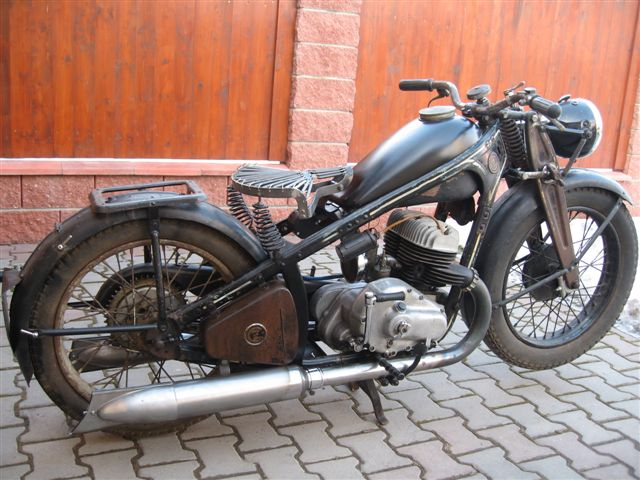
ČZ 500
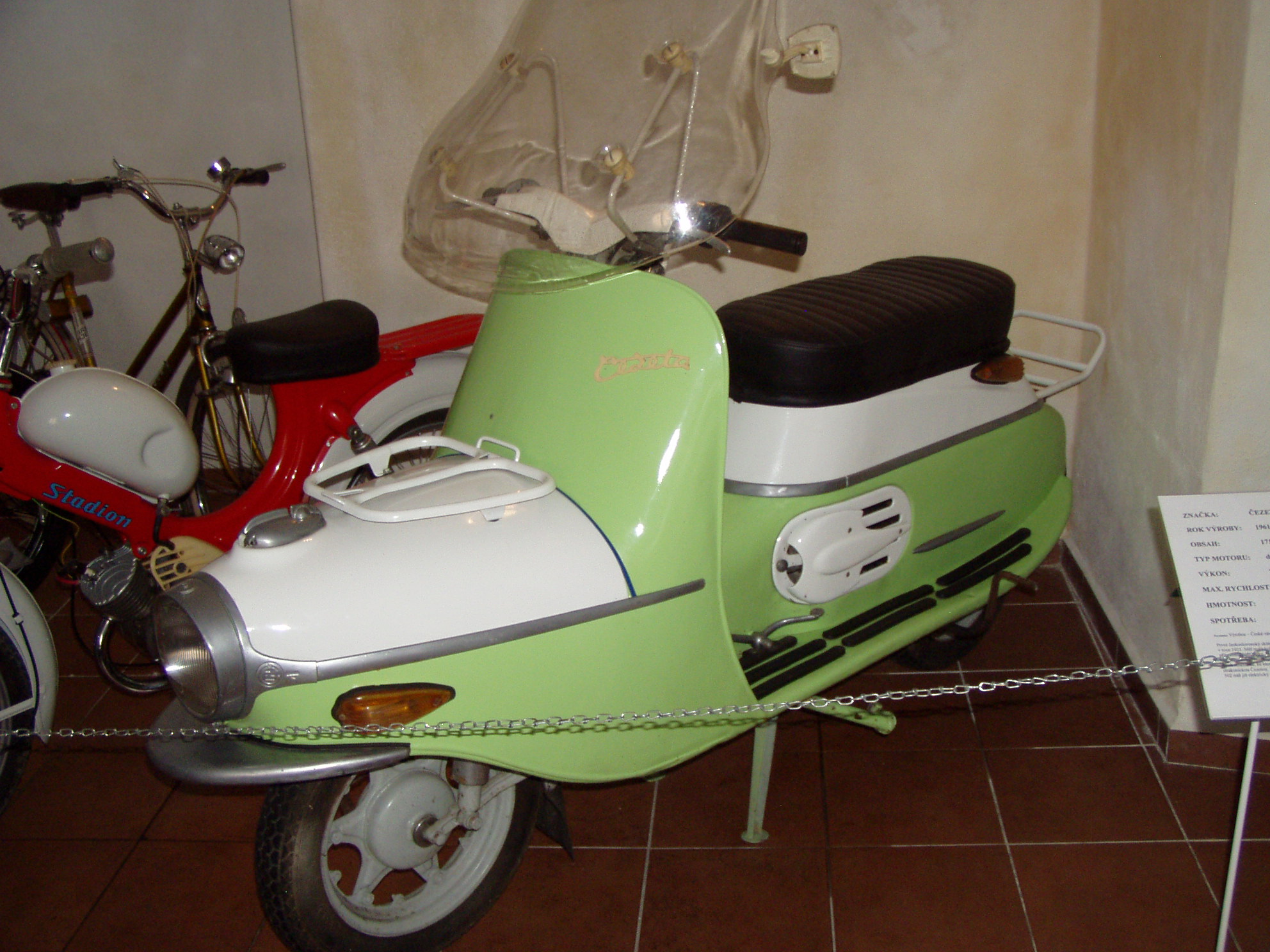
Motorroller Čezeta 502